# Église Saint-Michel de Cornhill
L'église Saint-Michel de Cornhill (anglais : church of St Michael, Cornhill) est un temple anglican situé dans la Cité et est rattachée du diocèse de Londres.

## Histoire
L'église date du Moyen Âge: son existence est mentionnée en 1133 et sa tour a été construite en 1421. L'édifice a été détruite en grande partie lors du grand incendie de Londres en 1666. 
La reconstruction de l'église paroissiale commence en 1672 sous des directions de Christopher Wren et de Nicholas Hawksmoor. Sa tour du XVe siècle, considérée instable, fut démolie au XVIIIe siècle pour être reconstruite en 1721. La frise du porche a été construite entre 1858 et 1860.

## Description
L'édifice dominait Cornhill en contrebas de sa haute tour s'étalait le très renommé quartier des affaires de la Cité se trouve à côté de la Jamaica Wine House à St Michael's Alley, EC3.
Avoir échappé aux graves dommages de la Seconde Guerre mondiale, cette ancienne église est devenue édifice classé (Grade I) depuis le 4 janvier 1950.

## Galerie

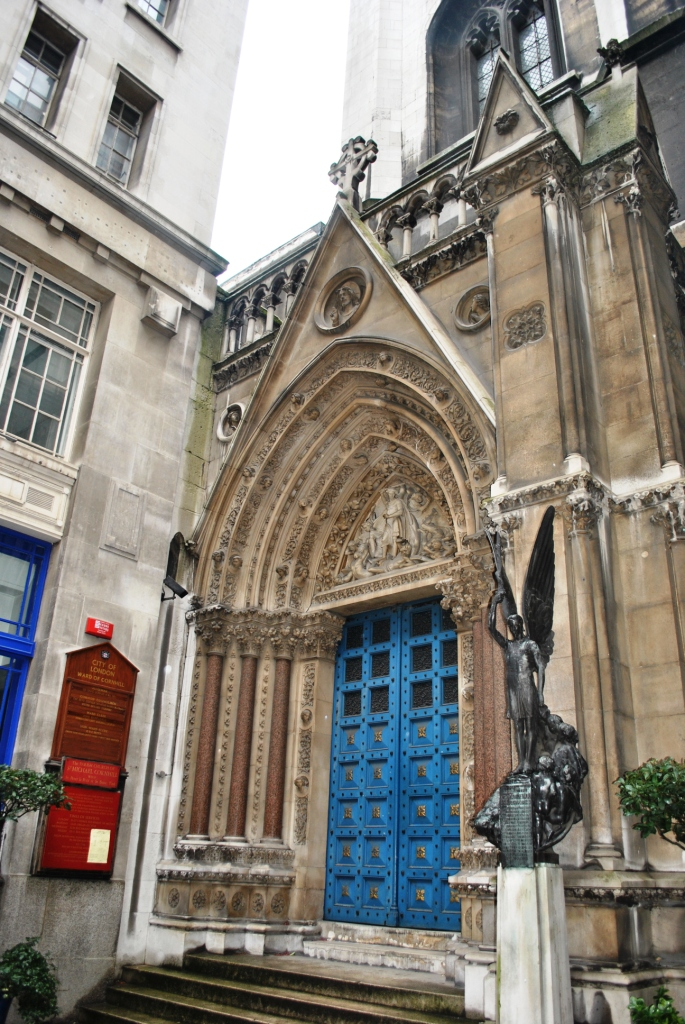
Portail XIXe siècle de l'église.
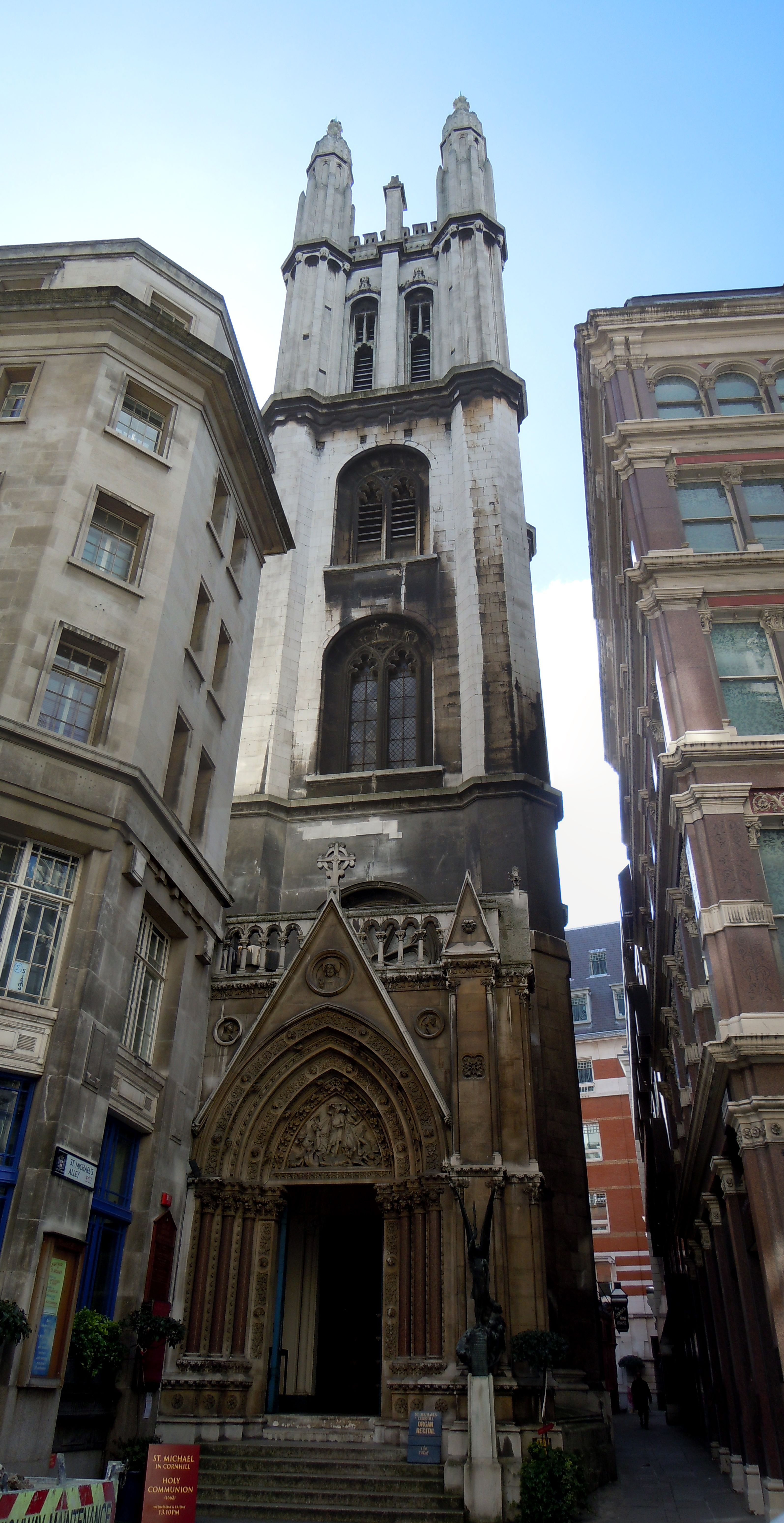
Tour du XVIIIe siècle et portail du XIXe siècle.
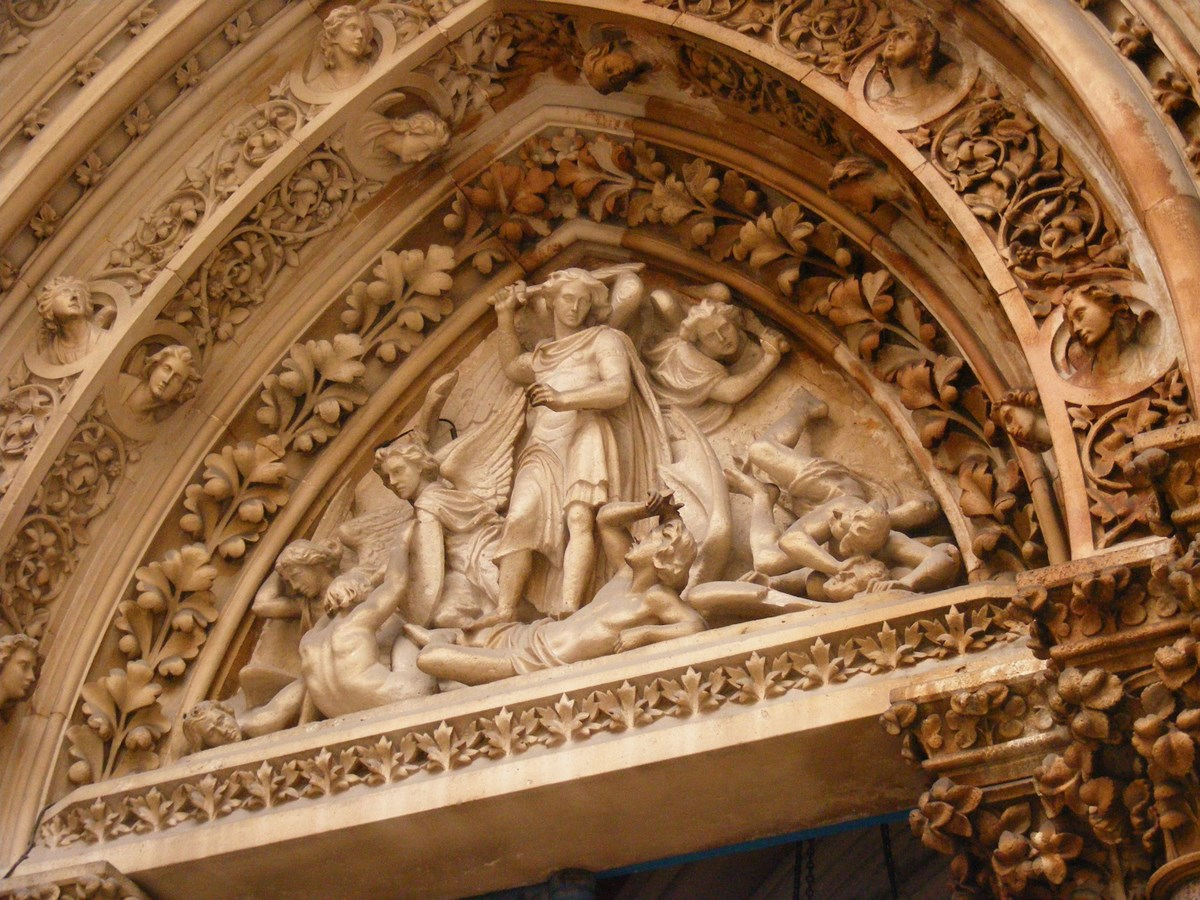
Tympan du portail d'entrée en 1858-60.
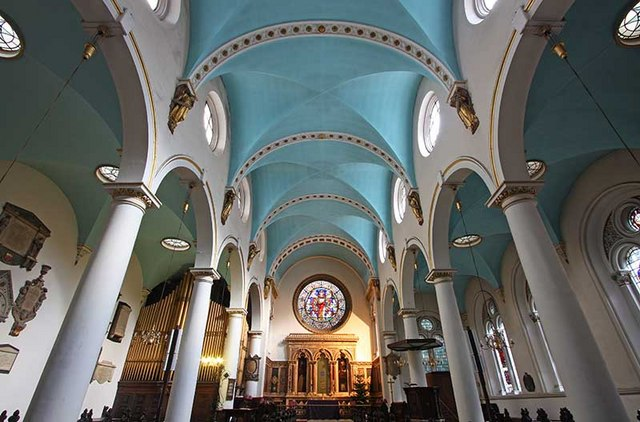
Vue de la nef de l'église paroissiale.
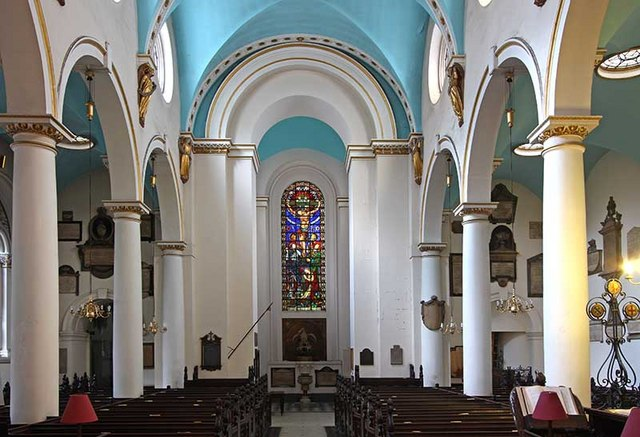
Narthex de l'église.
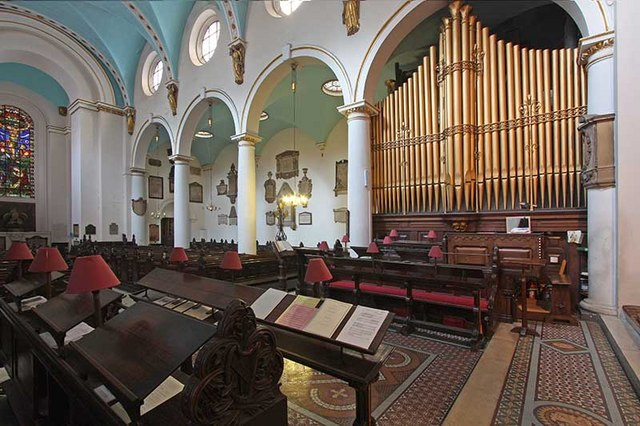
Vue de l'intérieur du temple et des orgues.
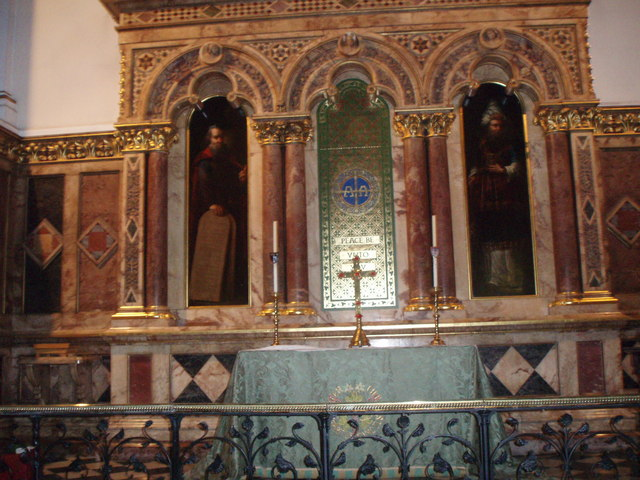
Autel de l'église.
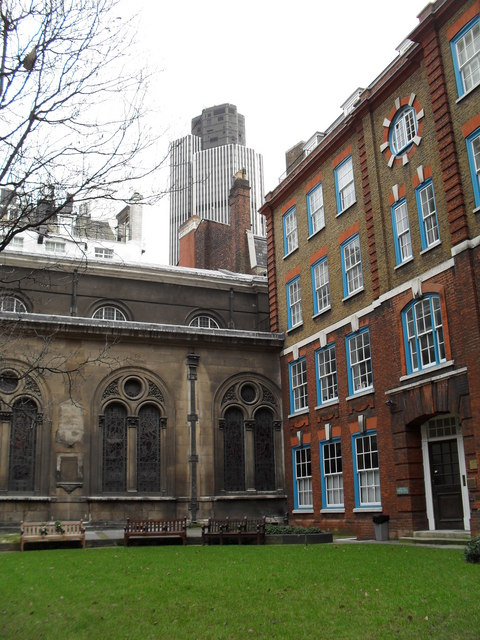
Jardin de l'église.
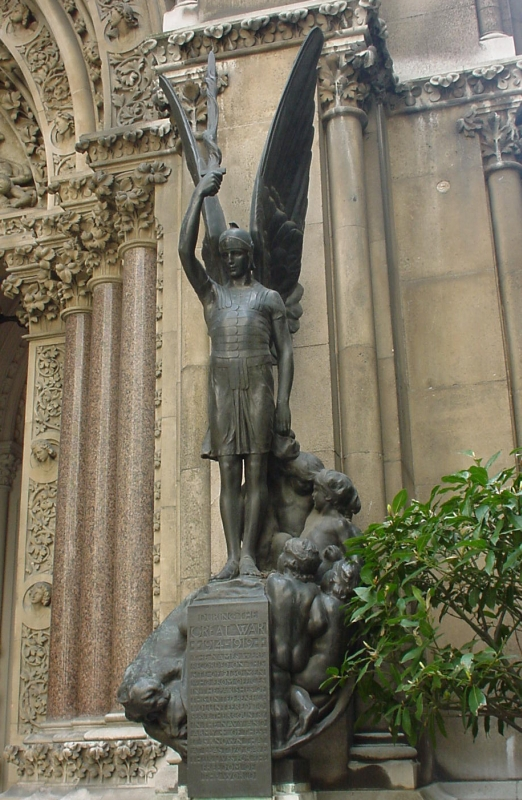
Mémorial de la Première Guerre mondiale.
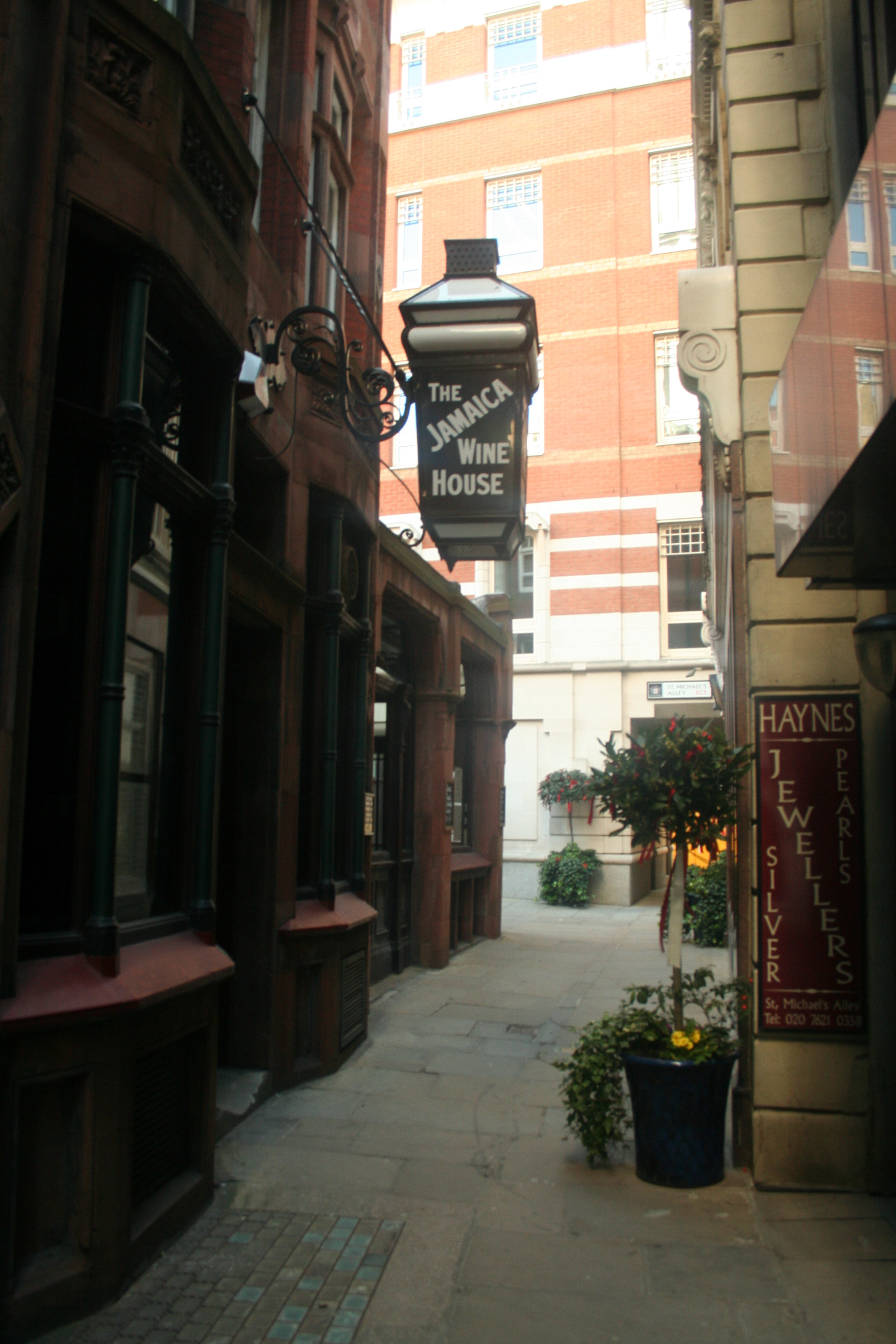
St Michael's Alley vers la Jamaica Wine House.
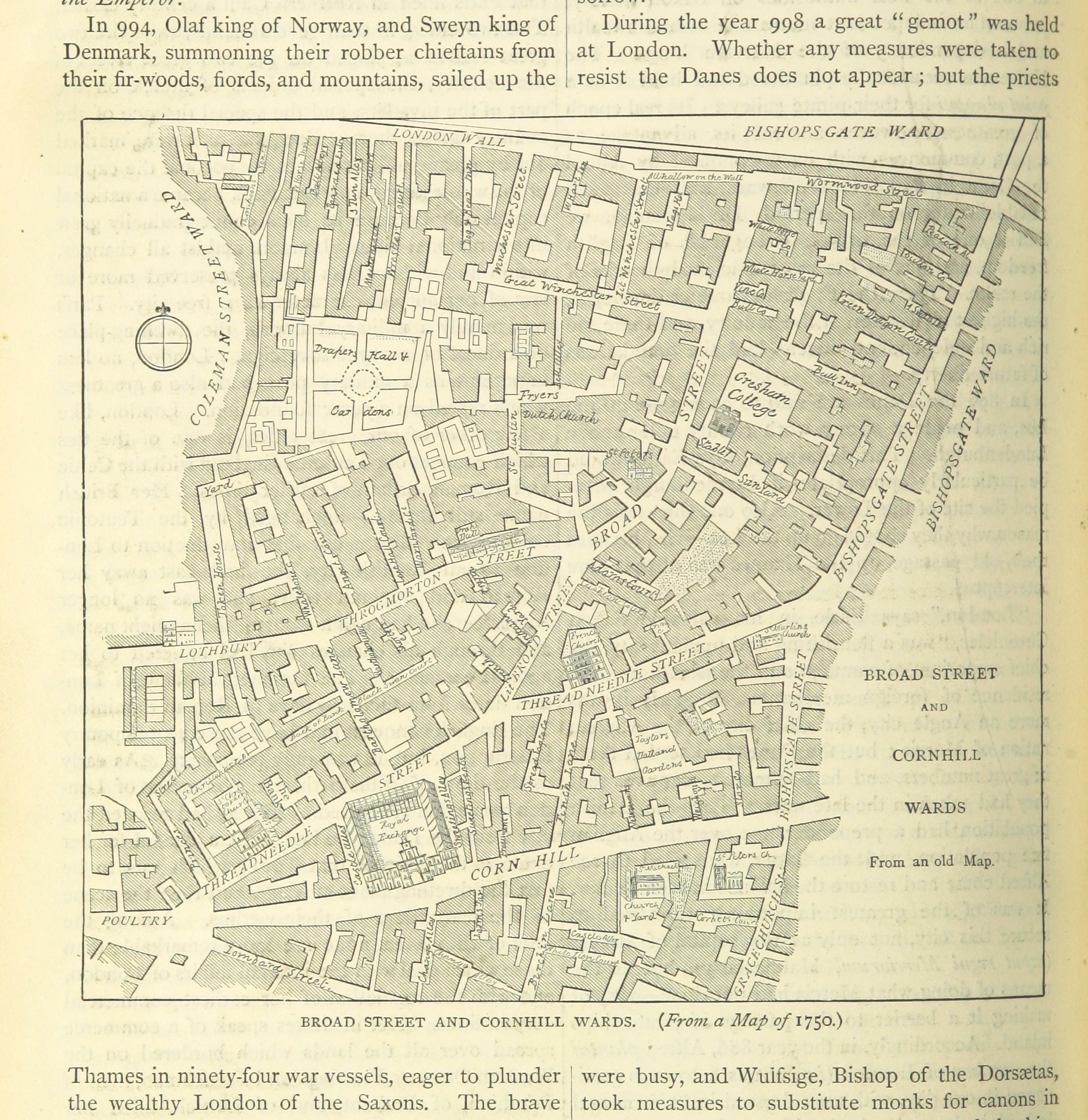
Carte du Ward de Cornhill à la Cité.
Armes épiscopales de Londres.